# Vembur
Le Vembur est une race de mouton domestique originaire d'Inde. Elle appartient au groupe des races à poils d'Inde du Sud et est élevée pour sa viande.

## Origine et distribution
La race est originaire du village de Vembur du taluk de Pudur (District de Thoothukudi), village dont elle tire son nom. Elle est présente dans l'État du Tamil Nadu, concentrée dans deux districts : Thoothukudi et Virudhunagar. Elle est parfois nommée Karandhai. 

## Description
C'est un mouton à poils blanc, tacheté de brun rouge. Le bélier mesure en moyenne 77 cm au garrot pour 34 kg. La brebis, légèrement plus petite, pèse en moyenne 28 kg.
Le bélier est le seul à porter des cornes. La race a des oreilles tombantes d'une quinzaine de centimètres et une petite queue mince.

## Élevage et production
Le Vembur est adapté au milieu semi-aride et est élevé pour sa viande.
La brebis met bas un seul agneau. Il pèse 2 kg à la naissance pour atteindre 10,5 kg à 6 mois et 16,5 kg à 12 mois.

## État de la population
Dans les années 1970, sa population était estimée à plus de 250 000 têtes. En 1998, sa population était à 31 000 têtes.
La FAO la classe au statut « non menacé » en 2007. Elle reste stable depuis puisqu'en 2013, elle était estimée entre 30 000 et 40 000 têtes.

#### Articles
- (en) Rathinasamy Selvam, Nagarajan Murali, A Kannan Thiruvenkadan, Ramesh Saravanakumar, Gurusamy Ponnudurai et Thilak Pon Jawahar, « Single-nucleotide polymorphism-based genetic diversity analysis of the Kilakarsal and Vembur sheep breeds », Veterinary World,‎ mai 2017, p. 549-555 (DOI 10.14202/vetworld.2017.549-555, lire en ligne)